# Терновой, Владимир Харитонович
Владимир Харитонович Терновой (21 июля 1921 — 4 февраля 1992) — советский военнослужащий, участник Великой Отечественной войны, Герой Советского Союза, командир звена 91-го гвардейского штурмового авиационного полка (4-я гвардейская штурмовая авиационная дивизия, 5-й штурмовой авиационный корпус, 5-я воздушная армия, 2-й Украинский фронт), гвардии лейтенант.

## Биография
Родился 21 июля 1921 года на хуторе Крутая Гора ныне Луганской области Украина. Работал токарем.
В Красной Армии с 1940 года. В 1943 году окончил Ворошиловградскую военную авиационную школу пилотов. Воевал на 1-м и 2-м Украинском фронтах. Участвовал в боях на Букринском плацдарме и при освобождении Киева, за что был награждён своим первым орденом Отечественной войны 1-й степени. За бои в составе 2-й воздушной армии в ходе Житомирско-Бердичевской, Корсунь-Шевченковской, Ровно-Луцкой и Проскуровско-Черновицкой операций удостоен первого ордена Красного Знамени. Затем в составе 8-й воздушной армии участвовал в Львовско-Сандомирской операции и в составе 5-й воздушной армии освобождал Венгрию и Чехословакию.
К концу апреля 1945 года совершил 178 боевых вылетов на штурмовку войск противника, в которых уничтожил 24 танка, 116 автомашин, 23 орудия зенитной артиллерии, 19 зенитно-пулемётных точек, 12 миномётов, 3 паровоза, 26 железнодорожных вагонов, 11 цистерн с горючим, 103 повозки с грузами, 2 склада с горючим и 9 с боеприпасами, до 600 солдат и офицеров противника.
Указом Президиума Верховного Совета СССР от 15 мая 1946 года за образцовое выполнение заданий командования и проявленные при этом мужество и героизм, гвардии лейтенанту Терновому Владимиру Харитоновичу присвоено звание Героя Советского Союза с вручением ордена Ленина и медали «Золотая Звезда».
С 1955 года подполковник Терновой — в запасе. Жил в Луганске. Умер 4 февраля 1992 года.